# دائرة بنمنصور
دائرة بنمنصور هي إحدى دوائر إقليم القنيطرة، التابع لجهة الرباط سلا القنيطرة، المملكة المغربية. تضم الدائرة 3 جماعات قروية، وبلغ عدد سكانها 108191 فرداً سنة 2004 حسب الإحصاء الرسمي للسكان والسكنى. يتبع للدائرة 10 مشيخة و93 دوار.
وفقا للإحصاء العام للسكان والسكنى لسنة 2014 يبلغ عدد القاطنين بالدائرة ما مجموعه 128.771 مواطنا مغربيا بمجموع 20.467 أسرة بالإضافة ل9 سكان أجانب.

## التقسيمات الإداريّة
تعتبر دائرة بنمنصور إحدى الدوائر المشكّلة لإقليم القنيطرة، وهو التقسيم الإداري من المستوى الرابع المعتمد في المغرب. ينقسم إقليم القنيطرة إلى 20 جماعة قروية تختلف من حيث السكان والمساحة، والتي بدورها تنقسم إلى مشيخات تضم عدداً من الدواوير.

## الكثافة السكانية
| الإقليم أو البلدية أو الجماعة | عدد المغاربة | الأجانب | مجموع السكان | مجموع الأسر |
| ----------------------------- | ------------ | ------- | ------------ | ----------- |
| دائرة بنمنصور                 | 128.771      | 9       | 128.780      | 20.467      |
| بنمنصور                       | 43.818       | 4       | 43.822       | 6.698       |
| جماعة المناصرة                | 34.427       | 2       | 34.429       | 5.360       |
| جماعة مكرن                    | 31.290       | 2       | 31.292       | 5.260       |
| جماعة سيدي محمد بنمنصور       | 19.236       | 1       | 19.237       | 3.149       |